# Liste des ministres roumaines
Cette liste de ministres roumaines recense, par gouvernement, toutes les femmes qui ont été membres d'un gouvernement depuis 1945.
S'il vous ples edite cette

## Royaume de Roumanie (1881-1947)
- Florica Bagdasar
  - Ministre de la Santé entre 1er décembre 1946 et le 30 décembre 1947.

## République populaire roumaine (1947-1965)
- Ana Pauker
  - Ministre des Affaires étrangères entre le 30 décembre 1947 et le 24 novembre 1952.
  - Vice-présidente du Conseil des ministres entre le 16 avril 1949 au 24 novembre 1952.

- Florica Bagdasar
  - Ministre de la Santé entre le 30 décembre 1947 et le 28 août 1948.

- Constanța Crăciun
  - Ministre de la Culture entre le 28 octobre 1953 et le 19 mars 1957
  - Présidente du Comité d'État pour la Culture et les Arts entre le 9 juin 1962 et le 20 août 1965.

## République socialiste de Roumanie (1965-1989)
- Suzana Gâdea
  - Ministre de l'Éducation et de l'Enseignement entre le 16 juin 1976 et le 28 août 1979.
  - Présidente du Conseil de la Culture et de l'Éducation socialiste entre le 28 août 1979 et le 22 décembre 1989.

- Aneta Spornic
  - Ministre de l'Éducation et de l'Enseignement entre le 28 août 1979 et le 28 avril 1982.
  - Vice-présidente du Conseil des ministres entre le 29 mars 1985 et le 22 décembre 1989.

- Elena Ceaușescu
  - Première vice-présidente du Conseil des ministres entre le 29 mars 1980 et le 22 décembre 1989.

- Alexandrina Găinușe
  - Vice-présidente du Conseil des ministres entre le 29 mars 1985 et le 17 juin 1986.
  - Ministre de l'Industrie légère entre le 5 juin 1986 et le 3 février 1987.

- Lina Ciobanu
  - Ministre de l'Industrie légère entre le 3 février 1987 et le 11 septembre 1987.
  - Vice-président du Conseil des ministres entre le 11 septembre 1987 et le 22 décembre 1989.

- Paula Prioteasa
  - Ministre de l'Industrie alimentaire et de l'Acquisition des produits agricoles entre le 7 mars 1986 et le 22 décembre 1989.

- Ana Mureșan
  - Ministre du Commerce intérieur entre le 29 mars 1985 et le 22 décembre 1989.

- Maria Bobu
  - Ministre de la Justice entre le 3 octobre 1987 et le 22 décembre 1989.

- Maria Flucsă
  - Ministre de l'Industrie légère entre le 11 septembre 1987 et le 22 décembre 1989.

## Depuis 1989

### Gouvernement Văcăroiu
- Daniela Bartoș
  - Ministre de la Santé entre le 23 août 1996 et le 11 décembre 1996.

### Gouvernement Isărescu
- Smaranda Dobrescu
  - Ministre du Travail et de la Protection sociale entre le 22 décembre 1999 et le 28 décembre 2000.

- Anca Boagiu (1968-)
  - Ministre des Transports entre le 27 juin 2000 et le 28 décembre 2000.

### Gouvernement Năstase
- Hildegard Puwak (1949-)
  - Ministre de l'Intégration européenne entre le 28 décembre 2000 et le 20 octobre 2003.

- Ecaterina Andronescu (1948-)
  - Ministre de l'Éducation et de la Recherche entre le 28 décembre 2000 et le 19 juin 2003.

- Rodica Stănoiu (1939-)
  - Ministre de la Justice entre le 28 décembre 2000 et le 11 mars 2004.

- Daniela Bartoș
  - Ministre de la Santé entre le 28 décembre 2000 et le 19 juin 2003.

- Silvia Ciornei (1970-)
  - Ministre des Affaires sociales entre le 28 décembre 2000 et le 28 décembre 2004.

- Elena Dumitru
  - Ministre du Travail, de la Solidarité sociale et de la Famille entre le 19 juin 2003 et le 14 juillet 2004.

- Speranța Ianculescu (1947-)
  - Ministre de l'Environnement et des Eaux entre le 11 mars 2004 et le 28 décembre 2004.

- Adriana Țicău (1970-)
  - Ministre des Communications et des Technologies de l'information entre le 14 juillet 2004 et le 28 décembre 2004.

### Gouvernement Popescu-Tăriceanu
- Monica Macovei (1959-)
  - Ministre de la Justice entre le 29 décembre 2004 et le 5 avril 2007.

- Mona Muscă (1949-)
  - Ministre de la Culture et des Cultes entre le 29 décembre 2004 et le 22 août 2005.

- Sulfina Barbu (1967-)
  - Ministre de l'Environnement et des Eaux entre le 29 décembre 2004 et le 5 avril 2007.

- Anca Boagiu (1968-)
  - Ministre de l'Intégration européenne entre le 22 août 2005 et le 5 avril 2007.

- Mariana Câmpeanu (1948-)
  - Ministre du Culte entre le 25 septembre 2008 et le 22 décembre 2008.

### Gouvernements Boc
- Ecaterina Andronescu (1948-)
  - Ministre de l'Éducation, de la Recherche et de l'Innovation entre le 22 décembre 2008 et le 1er octobre 2009.

- Elena Udrea (1973-)
  - Ministre du Tourisme entre le 22 décembre 2008 et le 6 février 2012.

- Monica Iacob-Ridzi (1977-)
  - Ministre de la Jeunesse et du Sport entre le 5 avril 2009 et le 14 juillet 2009.

- Luminița Plăcintă (1965-)
  - Ministre de la Jeunesse et du Sport entre le 14 juillet 2009 et 23 décembre 2009.

- Anca Boagiu (1968-)
  - Ministre des Transports et des Infrastructures entre le 3 septembre 2010 et le 6 février 2012.

- Sulfina Barbu (1967-)
  - Ministre du Travail, de la Famille et de la Protection sociale entre le 19 septembre 2011 et le 6 février 2012.

### Gouvernement Ungureanu
- Claudia Boghicevici (1975-)
  - Ministre du Travail, de la Famille et de la Protection sociale du 9 février 2012 et le 27 avril 2012.

### Gouvernements Ponta
- Mariana Câmpeanu (1948-)
  - Ministre du Travail, de la Famille et de la Protection sociale entre le 7 mai 2012 et le 26 février 2014.

- Rovana Plumb (1960-)
  - Ministre de l'Environnement et des Forêts entre le 7 mai 2012 et le 4 mars 2014.
  - Ministre du Travail, de la Famille, de la Protection sociale et des Personnes âgées depuis le 4 mars 2014.

- Ecaterina Andronescu (1948-)
  - Ministre de l'Éducation, de la Science, de la Jeunesse et des Sports entre le 12 juillet 2012 et le 21 décembre 2012.

- Mona Pivniceru (1958-)
  - Ministre de la Justice entre le 23 août 2012 et le 23 mars 2013.

- Ramona Mănescu (1972-)
  - Ministre des Transports entre le 26 août 2013 et 26 février 2014.

- Gabriela Szabó (1975-)
  - Ministre de la Jeunesse et des Sports entre le 4 mars 2014 et le 17 novembre 2015.

- Ioana Petrescu (1980-)
  - Ministre des Finances publiques entre le 4 mars 2014 et le 14 décembre 2014 et le 17 novembre 2015.

- Csilla Hegedüs (1967-)
  - Vice-Première ministre et ministre de la Culture entre le 18 novembre 2014 et le 14 décembre 2014.

- Sevil Shhaideh (1964-)
  - Ministre du Développement régional et de l'Administration publique entre le 20 mai 2015 et le 17 novembre 2015.

- Grațiela Gavrilescu (1966-)
  - Ministre de l'Environnement, des Eaux et des Forêts entre le 14 décembre 2014 et le 17 novembre 2015.

### Gouvernement Cioloș
- Anca Paliu Dragu (1972-)
  - Ministre des Finances publiques entre le 17 novembre 2015 et le 4 janvier 2017.
- Raluca Prună (1969-)
  - Ministre de la Justice entre le 17 novembre 2015 et le 4 janvier 2017.
- Aura Carmen Răducu (1966-)
  - Ministre des Fonds européens du 17 novembre 2015 au 25 avril 2016.
- Claudia Ana Moarcăș
  - Ministre du Travail, de la Famille, de la Protection sociale et des Personnes âgées entre le 17 novembre 2015 et le 4 janvier 2017.
- Cristina Pașca Palmer
  - Ministre de l'Environnement, des Eaux et des Forêts entre le 17 novembre 2015 et le 4 janvier 2017.
- Elisabeta Lipă (1964-)
  - Ministre de la Jeunesse et des Sports entre le 17 novembre 2015 et le 4 janvier 2017.
- Victoria-Violeta Alexandru
  - Ministre déléguée à la Consultation publique et au Dialogue social entre le 17 novembre 2015 et le 4 janvier 2017.
- Corina Șuteu
  - Ministre de la Culture entre le 5 mai 2016 et le 4 janvier 2017.

### Gouvernements Grindeanu, Tudose et Dăncilă
- Viorica Dăncilă (1963-)
  - Première ministre, depuis le 29 janvier 2018.

- Sevil Shhaideh (1964-)
  - Vice-Première ministre, ministre du Développement régional, de l'Administration publique et des Fonds européens du 4 janvier au 27 octobre 2017.
- Carmen Dan
  - Ministre des Affaires intérieures depuis le 4 janvier 2017.
- Adriana Petcu
  - Ministre des Eaux et des forêts du 4 janvier au 29 juin 2017.
- Lia Olguța Vasilescu (1974-)
  - Ministre du Travail et de la Justice sociale depuis le 4 janvier 2017.
- Grațiela Gavrilescu (1966-)
  - Ministre des Relations avec le Parlement du 4 janvier au 3 avril 2017.
  - Ministre de l'Environnement depuis le 29 juin 2017.
  - Vice-Première ministre, depuis le 29 janvier 2018.
- Andreea Păstârnac (1967-)
  - Ministre pour les Roumains de l'étranger du 4 janvier 2017 au 29 janvier 2018..
- Mihaela Toader
  - Ministre déléguée aux Fonds européens du 4 janvier au 23 février 2017.
- Ana Birchall (1973-)
  - Ministre déléguée aux Affaires européennes du 4 janvier au 29 juin 2017.
  - Vice-Première ministre, chargée de la mise en œuvre des Partenariats stratégiques, depuis le 29 janvier 2018.
- Doina Pană (1957-)
  - Ministre des Eaux et des Forêts du le 29 juin 2017 au 4 janvier 2018.
- Rovana Plumb
  - Ministre déléguée aux Fonds européens du 29 juin au 27 octobre 2017.
  - Ministre déléguée aux Fonds européens, depuis le 29 janvier 2018.
- Sorina Pintea
  - Ministre de la Santé, depuis le 29 janvier 2018.
- Ioana Bran
  - Ministre de la Jeunesse et des Sports, depuis le 29 janvier 2018.
- Natalia-Elena Intotero
  - Ministre pour les Roumains de l'étranger, depuis le 29 janvier 2018.

## Accès aux portefeuilles
| Année | Nom                 | Ministère                   |
| ----- | ------------------- | --------------------------- |
| 1947  | Florica Bagdasar    | Santé                       |
| 1947  | Ana Pauker          | Affaires étrangères         |
| 1949  | Ana Pauker          | Vice-Première ministre      |
| 1953  | Constanța Crăciun   | Culture                     |
| 1976  | Suzana Gâdea        | Éducation                   |
| 1987  | Maria Bobu          | Justice                     |
| 1999  | Smaranda Dobrescu   | Travail                     |
| 2000  | Anca Boagiu         | Transports                  |
| 2000  | Hildegard Puwak     | Intégration européenne      |
| 2000  | Silvia Ciornei      | Affaires sociales           |
| 2004  | Speranța Ianculescu | Environnement               |
| 2004  | Adriana Țicău       | Communications              |
| 2008  | Elena Udrea         | Tourisme                    |
| 2009  | Monica Iacob-Ridzi  | Jeunesse et Sports          |
| 2009  | Elena Udrea         | Développement régional      |
| 2014  | Ioana Petrescu      | Finances publiques          |
| 2015  | Aura Carmen Răducu  | Fonds européens             |
| 2017  | Carmen Dan          | Affaires intérieures        |
| 2017  | Grațiela Gavrilescu | Relations avec le Parlement |
| 2017  | Andreea Păstârnac   | Roumains de l'étranger      |
| 2018  | Viorica Dăncilă     | Première ministre           |